# E
Eは、ラテン文字（アルファベット）の5番目の文字。小文字は e 。ギリシャ文字のΕ（エプシロン）に由来し、キリル文字のЕに相当する。英文で最も使われる頻度が高い文字である。

## 字形
大文字と小文字で異なる。

筆記体

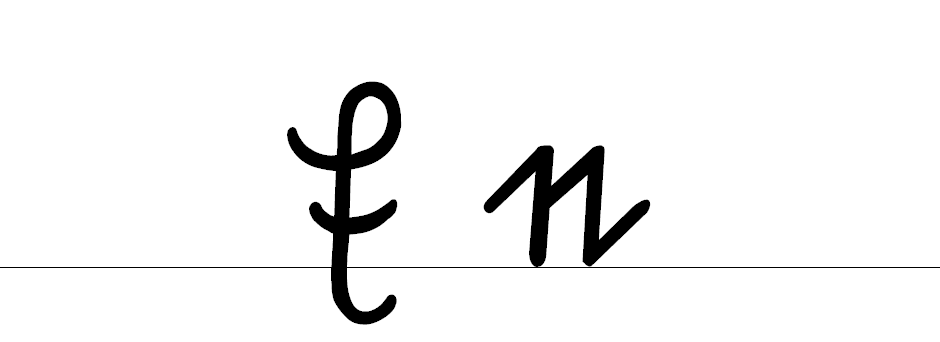
ジュッターリーン体

1. 大文字は、縦線の上端、下端、中央から、右に垂直に線が付き出した形である。筆記体では{\displaystyle {\mathcal {E}}}のように上半分と下半分をそれぞれ円弧を書きながらで一筆で書く（中線は折り返して2度書く）。フラクトゥールでは{\displaystyle {\mathfrak {E}}}のようである。
2. 小文字は大文字を丸め（Є）、上と中の線を右で接続した形と言えるかもしれない。不完全な円と、それを横切る直線であり、円は直線との右の交点の下が少し欠ける。直線は右上がりに書かれることもある。また筆記体では円とひと続きの曲線で書かれる。フラクトゥールでは{\displaystyle {\mathfrak {e}}}。

## 呼称
- 拉・独・蘭・洪・尼・エス：エー /ɛː/, /eː/
- 伊・西・葡・土：エ /ɛ/, /e/
- 仏：ウ /ə/
- 英・日：イー /iː/

## 音素
この文字が表す音素は、/e/（非円唇前舌狭半母音）または/ɛ/（非円唇前舌広半母音）、ないしその類似音である。
- しばしば曖昧母音化する。
  - フランス語では/e/等と曖昧母音とでアクサンなどを使い、綴りの書き分けを行う。アクサンなしの e が語末に来たときは、綴字上は音節を成すが、e 自体は（詩などでない限り）決して発音されない。たとえば "illustre" は綴字上は "il-lus-tre" と三個に分綴されるが、音節は "il-lustre" /i-lystr/ のように二音節である。
  - インドネシア語でも辞書では/e/をé、曖昧母音をeと書く。
- 英語やフランス語では語尾のeは他に母音があれば無音になることが多い。
  - 英語では大母音推移により、多く短音は/e/, 長音は/iː/, 弱化した場合は/ɪ/(IPA) = /I/(X-SAMPA)となる。母音字 + 子音字 + e のつづりで子音字が一つ、または二つの子音のとき、前者の母音を文字名称（長音）で読み、e は読まない。
  - 英語で “are” の3字で “ar” の綴りと同じ発音（イギリス英語で/ɑː/、アメリカ英語で/ɑːr/）を表す例がある。
- オランダ語ではアクセントが無いと曖昧母音になる。
- ハンガリー語では/ɛ/、é は/eː/。
- フランス語では en または em に他の子音が続くとき、または語末でやや円唇化した/ɑ̃/（非円唇後舌広鼻母音）になる。
- 北京語の音素/e/は後舌化している。
- 日本語のローマ字表記ではエ段の母音に用いる。
- 朝鮮語のローマ字表記では母音ㅔを示す。文化観光部2000年式ではoやuの前に置いて類似の別音を示すのにも用いられる。
- リトアニア語では大きく分けて二通りの発音が為される。上昇アクセントがある場合は/æː/という発音となり（具体例: geras 〈良い〉）、それ以外の場合は/ɛ/となる,

## Eの意味

### 学術的な記号・単位
- 数学
  - 自然対数の底（exponential function（指数関数）、小文字） e = 2.7182818...
  - 単位ベクトル（通例小文字）
  - 単位行列（大文字）
  - 群の単位元
  - 離心率（eccentricity、通例小文字）
  - 期待値（Expectation、通例大文字）
  - E系列（リー群・リー環論、大文字）
  - 十四を意味する数字。十六進法や二十進法など、十五進法以上(参照: 位取り記数法#Nが十を超過)において十四（十進法の14）を一桁で表すために用いられる。用例：0x0E = 0d14
  - 十二進法では本来使用されない数字であるが、アルファベットの B と数字の 8 が紛らわしいことを理由にアルファベットの B を使用しない例があり、この場合に十一（十進法の11）を一桁で表す数字として使用される。この場合、十は 英語:tenのT または ローマ数字のようにX で表記される。
- 物理学
  - エネルギー（Energy、通例大文字） E = mc2
  - 反発係数（はねかえり係数）
  - 熱効率（thermal efficiency）
  - e− で電子（英語名 electron、小文字）
  - 電気素量の値 e = 1.60217733×10−19 C
  - 電場（電界） E = V/d
  - 電圧 E = IR（単位：V）（オームの法則）
- 化学
  - 求電子剤 (Electrophile) の略。
  - シス-トランス異性体で、トランス体を表す記号 (entgegen)。
  - グルタミン酸の略号
- 工学
  - SI接頭語 エクサ (1018)（大文字）
  - （主にコンピューター上で）数の指数表記を略記するときに使われる（Exponent、Eの大小は状況による）[1]。例:1.23×104を1.23E4と表記。
  - トランジスタの端子の一つ。エミッタ (Emitter)
  - 接地（アース、Earth）
  - E (計算複雑性理論) - 計算複雑性理論における複雑性クラスの1つ。
  - 標準数のE系列。（E12、E24など。「E」の由来については不詳）標準数#JIS C 60063の標準数列を参照。
- 医学ではエストロゲンの略。
- 洋楽で用いられる音名の一つ（英米式、ドイツ式）。イタリア式では「mi」、日本式では「ホ」に相当。→ホ (音名)
  - 音階の3番目の音であることから、音楽関係者の間で3を表す隠語として使われる。例：E（エー）万=3万（円）
- ケッペンの気候区分の寒帯を表すE。
- €は通貨単位の「ユーロ」(Euro) の記号。
- 経済学では均衡（equilibrium）。

### その他の記号
- 方位の東を表す。（East）
  - JRグループでは、東日本旅客鉄道を表すものとして、同社が切符の地紋、車輌系列や形式の番号（例： E2系、E231系）、「E電」などに用いる。
  - 東日本向け商品に示される記号（日清食品「どん兵衛」[2]など）。
- 国鉄(JR)等の機関車で、動軸が5軸の形式に付される記号： DE10など。
- 国鉄(JR)等で電気機関車の形式に付される記号： EF65など。
- 東京都交通局（都営地下鉄）のE5000形に付番されている記号。
- 靴の幅の広さをあらわす。Eが多いほど内側の空間が広くなる。
- 日本のプロ野球球団東北楽天ゴールデンイーグルス （Eagles） の略号。
- 野球における、エラー(error)の略。
- 鉄道のサインシステムにおいて、東京都交通局（都営地下鉄）大江戸線 (ōEdo)、えちぜん鉄道線 (Echizen)、名古屋市営地下鉄名港線 (mEikō)、JR嵯峨野線・山陰線（京都駅〜城崎温泉駅）、近鉄名古屋線、叡山電鉄線 (Eizan)、JR木次線、広島電鉄江波線 (Eba) の路線記号として用いられる。
- 自動車・航空機・船舶等の燃料計で燃料が空であることを表す、Emptyの略。
- アメリカにおけるコンピュータゲームのレーティング審査組織であるエンターテインメントソフトウェアレイティング委員会による「6歳以上対象」の表示（"Everyone"の略で、実質的に全年齢対象として扱われる）。
- 音楽配信サイトにおいて、歌詞に卑語(Fワード等)が含まれており、ペアレンタル・アドバイザリーに指定されている楽曲を示す記号、E。(英語で「露骨な」という意味の”Explicit”の略。)
- かつて存在したアメリカの巨大エネルギー企業エンロン （Enron） の略号。
- au by KDDIの法人向けCDMA 1X WIN端末は型番が「E」で始まる。
- フランス語では語尾に e をつけると女性形となる。例として、男のフィアンセは fiancé、女は fiancée となる。この e を付けるために調整して変化する場合もある：　男性名ジャンは Jean、女性名ジャンヌは Jeanne。男性名アントワーヌは Antoine、女性名アントワネットは Antoinette。
- 接地極付コンセント。構内電気設備配線用図記号（JIS C 0303:2000）で用いられる。
- NHK教育テレビジョン（Eテレ）。
- アメリカのテレビ局。（E!）

### 自動車に関するもの
- 昭和53年排ガス規制に適合した乗車定員10以下の乗用車を意味する記号。車両型式の前に付与。（例： E-GX81）
- 自動車やオートバイの燃料計において空（英語:Empty）の略。
- 欧州の自動車のカテゴリー、全長を基準に設定されている記号： Eセグメント。
- メルセデス・ベンツの車種名： Eクラス。
- ジャガーの絶版スポーツカー： Eタイプ。
- トヨタ車の形式名においては、以下の意味がある。
  - カローラ/スプリンターおよびその派生・後継車種（レビン/トレノ、セレス/マリノ、FX、カリブ、ヴォルツ、アレックス、Will VS、オーリス、ブレイドなど）を意味する車両識別記号。（例： TE27、AE86、NZE121）
  - トヨタ・E型エンジン、またはそれを搭載していることを表す。（例： EP82）
  - エンジン形式のハイフンより後ろに付いた場合、燃料噴射装置（EFIまたはD-4。"E"だけの場合はEFI,"SE"の場合はD-4）であることを意味する。（例： 4A-GE,3S-FSE）

### その他
- electronic の略。特にコンピュータやインターネットなどにより、電子化[3]されたもの：
Eメール（Electronic mail, 電子メール）、eラーニング（e-learning, electronic learning）、eコマース（electronic commerce, 電子商取引）、e-Government（electronic government, 電子政府）とこれに倣ったe-Japan、eスポーツなど。
- education の略。NHK Eテレ。
- スコットランドの河川： イー川 (River E)
- アメリカのミュージシャン、マーク・オリヴァー・エヴェレット（英語版）（イールズのボーカル）が名乗っている名前。
- 韓国の4人組ガールズバンド、QWERにおいて、メンバーのヒナ（韓: 히나、別名: ニャンニョンニョンニャン（朝鮮語版）（韓: 냥뇽녕냥））を指す。
- 日本のガールズバンド、ZONEのベスト・アルバム： E 〜Complete A side Singles〜
- 日本の歌手、奥田民生のアルバム： E (奥田民生のアルバム)
- 日本のロックバンド、ASIAN KUNG-FU GENERATIONの楽曲（アルバム『君繋ファイブエム』収録）
- Android携帯端末に対応したオペレーティングシステム： /e/ (オペレーティングシステム)

## 符号位置
| 大文字 | Unicode | JIS X 0213 | 文字参照            | 小文字 | Unicode | JIS X 0213 | 文字参照            | 備考                     |
| ------ | ------- | ---------- | ------------------- | ------ | ------- | ---------- | ------------------- | ------------------------ |
| E      | U+0045  | 1-3-37     | &#x45; &#69;        | e      | U+0065  | 1-3-70     | &#x65; &#101;       | 半角                     |
| Ｅ     | U+FF25  | 1-3-37     | &#xFF25; &#65317;   | ｅ     | U+FF45  | 1-3-70     | &#xFF45; &#65349;   | 全角                     |
| Ⓔ      | U+24BA  | ‐          | &#x24BA; &#9402;    | ⓔ      | U+24D4  | 1-12-37    | &#x24D4; &#9428;    | 丸囲み                   |
| 🄔︎      | U+1F114 | ‐          | &#x1F114; &#127252; | ⒠      | U+24A0  | ‐          | &#x24A0; &#9376;    | 括弧付き                 |
| ᴱ      | U+1D31  | ‐          | &#x1D31; &#7473;    | ᵉ      | U+1D49  | ‐          | &#x1D49; &#7497;    | 上付き文字               |
| 𝐄      | U+1D404 | ‐          | &#x1D404; &#119812; | 𝐞      | U+1D41E | ‐          | &#x1D41E; &#119838; | 太字                     |
| 𝐸      | U+1D438 | ‐          | &#x1D438; &#119864; | 𝑒      | U+1D452 | ‐          | &#x1D452; &#119890; | イタリック体             |
| 𝑬      | U+1D46C | ‐          | &#x1D46C; &#119916; | 𝒆      | U+1D486 | ‐          | &#x1D486; &#119942; | イタリック体太字         |
| ℰ      | U+2130  | ‐          | &#x2130; &#8496;    | ℯ      | U+212F  | ‐          | &#x212F; &#8495;    | 筆記体                   |
| 𝓔      | U+1D4D4 | ‐          | &#x1D4D4; &#120020; | 𝓮      | U+1D4EE | ‐          | &#x1D4EE; &#120046; | 筆記体太字               |
| 𝔈      | U+1D508 | ‐          | &#x1D508; &#120072; | 𝔢      | U+1D522 | ‐          | &#x1D522; &#120098; | フラクトゥール           |
| 𝔼      | U+1D53C | ‐          | &#x1D53C; &#120124; | 𝕖      | U+1D556 | ‐          | &#x1D556; &#120150; | 黒板太字                 |
| 𝕰      | U+1D570 | ‐          | &#x1D570; &#120176; | 𝖊      | U+1D58A | ‐          | &#x1D58A; &#120202; | フラクトゥール太字       |
| 𝖤      | U+1D5A4 | ‐          | &#x1D5A4; &#120228; | 𝖾      | U+1D5BE | ‐          | &#x1D5BE; &#120254; | サンセリフ               |
| 𝗘      | U+1D5D8 | ‐          | &#x1D5D8; &#120280; | 𝗲      | U+1D5F2 | ‐          | &#x1D5F2; &#120306; | サンセリフ太字           |
| 𝘌      | U+1D60C | ‐          | &#x1D60C; &#120332; | 𝘦      | U+1D626 | ‐          | &#x1D626; &#120358; | サンセリフイタリック     |
| 𝙀      | U+1D640 | ‐          | &#x1D640; &#120384; | 𝙚      | U+1D65A | ‐          | &#x1D65A; &#120410; | サンセリフイタリック太字 |
| 𝙴      | U+1D674 | ‐          | &#x1D674; &#120436; | 𝚎      | U+1D68E | ‐          | &#x1D68E; &#120462; | 等幅フォント             |

| 記号 | Unicode | JIS X 0213 | 文字参照            | 名称                                    |
| ---- | ------- | ---------- | ------------------- | --------------------------------------- |
| ᴇ    | U+1D07  | ‐          | &#x1D07; &#7431;    | LATIN LETTER SMALL CAPITAL E            |
| ℇ    | U+2107  | ‐          | &#x2107; &#8455;    | EULER CONSTANT                          |
| ℮    | U+212E  | ‐          | &#x212E; &#8494;    | ESTIMATED SYMBOL                        |
| ⅇ    | U+2147  | ‐          | &#x2147; &#8519;    | DOUBLE-STRUCK ITALIC SMALL E            |
| 🄴︎    | U+1F134 | ‐          | &#x1F134; &#127284; | SQUARED LATIN CAPITAL LETTER E          |
| 🅔︎    | U+1F154 | ‐          | &#x1F154; &#127316; | NEGATIVE CIRCLED LATIN CAPITAL LETTER E |
| 🅴︎    | U+1F174 | ‐          | &#x1F174; &#127348; | NEGATIVE SQUARED LATIN CAPITAL LETTER E |

## 他の表現法
| フォネティックコード | モールス符号 |
| Echo                 | ・           |

|        |          | ⠑    |
| 信号旗 | 手旗信号 | 点字 |